# Kongasjärvi (sjö i Pudasjärvi, Norra Österbotten, Finland)
Kongasjärvi eller Kangasjärvi är en sjö i Finland. Den ligger i kommunen Pudasjärvi i landskapet Norra Österbotten, i den centrala delen av landet, 600 km norr om huvudstaden Helsingfors. Kongasjärvi ligger 114,4 meter över havet. Arean är 93,2 hektar och strandlinjen är 12,95 kilometer lång. Sjön  ingår i Ijo älvs huvudavrinningsområde.   
I övrigt finns följande i Kongasjärvi:
- Niskasaari (en ö)